# Síndrome de Riddoch
El Síndrome de Riddoch es un término acuñado por Zeki and Ffytche (1998) en un artículo publicado en Brain. El epónimo reconoce el trabajo de George Riddoch, quien fue el primero en describir un cuadro clínico de déficit visual debido a una lesión en el lóbulo occipital, dejando al paciente ciego pero capaz de distinguir algunos estímulos visuales con características específicas cuando estos aparecían sobre el campo visual del paciente. El estímulo que con más frecuencia puede ser percibido por estos pacientes es la presencia y dirección de objetos en movimiento, cuando este es suficientemente rápido (por encima de 10 grados de arco por segundo); en su trabajo, la presencia de estos objetos en movimiento es descrita como “vaga y nebulosa” por los pacientes. Riddoch concluyón de sus observaciones que “el movimiento podía ser reconocido como un tipo especial de percepción visual".
La descripción de Riddoch fue rechazada por Sir Gordon Holmes en una artículo de 1918 en el cual escribió: "El cuadro descrito por Riddoch no debería ser denominado como una disociación de los elementos de la percepción visual, porque ls lesiones occipitales no producen auténticas disociaciones de la función visual con  la sensibilidad interna de la retina intacta".  La idea de un representación visual del movimiento por separado fue también rechazada por H.L. Teuber  y, en general, tal idea no fue aceptada hasta que los estudios fisiológicos en el mono demostraron la existencia de un área cortical periférica al córtex visual primario (área V1) en la que casi todas las células son selectivamente activadas por el movimiento direccional de los objetos. Este nuevo conocimiento,  un nuevo estudio del paciente GY, que había sido usado ampliamente como ejemplo del fenómeno de visión ciega (la capacidad de discriminar correctamente ciertos estímulos visuales en un paciente con un campo visual ciego sin sensibilización consciente) condujo a nuevos hallazgos interesantes. La revaluación mostró que, en presencia de un estímulo visual en movimiento rápido y alto contraste sobre el campo ciego, el paciente podía distinguir su presencia y la dirección del movimiento de forma consciente, Por otro lado, esto condujo a una reclasificación de la visión ciega en tipo 1 y tipo 2. El tipo 1 se corresponde con la definición previa de visión ciega, mientras que el tipo 2 admite cierto grado, aunque deteriorado, de percepción consciente.
Tan solo son visibles los objetos móviles en la región del escotoma, mientras que los objetos estáticos permanecen invisibles a la percepción consciente del paciente.  Los objetos móviles son percibidos sin color o detalle. El paciente es consciente del movimiento sin una clara percepción visual del objeto, or the general shape of a moving object may be perceivable as a shadow-like outline. El epónimo del síndrome fue adoptado en memoria de George Riddoch, quien trabajó como oficial del Royal Army Medical Corps examinando soldados que habían quedado ciegos debido a lesiones cerebrales por armas de fuego.
Al menos uno de sus pacientes era capaz de usar una mecedora —manteniendo el entorno fijo con relación al movimiento de su cabeza— para mejorar la percepción visual del movimiento. Finalmente aprendió a hacer lo mismo usando el movimiento de su cabeza.